# Asteroides Alinda
Los Asteroides Alinda son un grupo dinámico  de asteroides con un semieje mayor de aproximadamente 2.5 UA y una excentricidad orbital aproximada entre 0.4 y 0.65. Su homónimo es (887) Alinda, descubierto en 1918 por Max Wolf.
Estos objetos están retenidos en su región por la resonancia orbital 1:3 con Júpiter (2.502 UA), la cual resulta en una resonancia cercana a 4:1 con la Tierra (2.520 UA). Un objeto en esta resonancia tiene su excentricidad orbital aumentada por interacciones gravitacionales con Júpiter, hasta que eventualmente tiene un encuentro cercano con un planeta interior que rompe la resonancia.
Algunos objetos Alindas tienen perihelios muy cercanos a la órbita de la Tierra, resultando en una serie de encuentros cercanos casi cada cuatro años, debido a la resonancia de casi 4:1.
Una consecuencia de esto es que si un Asteroide Alinda pasa a estar en una posición desfavorable para verse en el tiempo de su acercamiento con la Tierra, entonces esta situación puede persistir para décadas. De hecho, a fecha de 2010, el Asteroide Alinda 1915 Quetzálcoatl ha sido observado solo una vez desde 1985.
Otra consecuencia es que algunos de estos asteroides hacen aproximaciones relativamente cercanas repetidamente a la Tierra, haciéndolos buenos sujetos de estudio para radares terrestres. Los ejemplos son 4179 Toutatis y 6489 Golevka, así como 2019 MO, el cual impactó con la Tierra en junio de 2019.

## Edad dinámica
La resonancia 3:1 con Júpiter causa un crecimiento repetido en la excentricidad de la órbita del asteroide. Los Miembros jóvenes dinámicos tienen una excentricidad que varía de aproximadamente 0.30 a 0.34 quedándose mayoritariamente en el cinturón de asteroide que varía entre 1.7 y 3.4 UA del Sol. Miembros más viejos como 8709 Kadlu tiene unas excentricidades entre 0.465 y 0.475 y cruzan la órbita de Marte. (8709 Kadlu hace acercamientos lo suficientemente cerca de Júpiter, Marte, y la tierra para ser empujada gravitacionalmente) Los miembros más viejos con excentricidades entre 0.57 y 0.75 cruzan la órbita de la Tierra. (3360) Syrinx es el más excéntrico del grupo Alinda con una excentricidad de 0.7 y su órbita tiene una esperanza de vida dinámicamente corta.